# Снарски пингвин
Снарският пингвин (Eudyptes robustus) е вид птица от семейство Пингвинови (Spheniscidae). Видът е световно застрашен, със статут Уязвим.

## Разпространение и местообитание
Разпространен е в Нова Зеландия.